# Mur mitoyen (film)

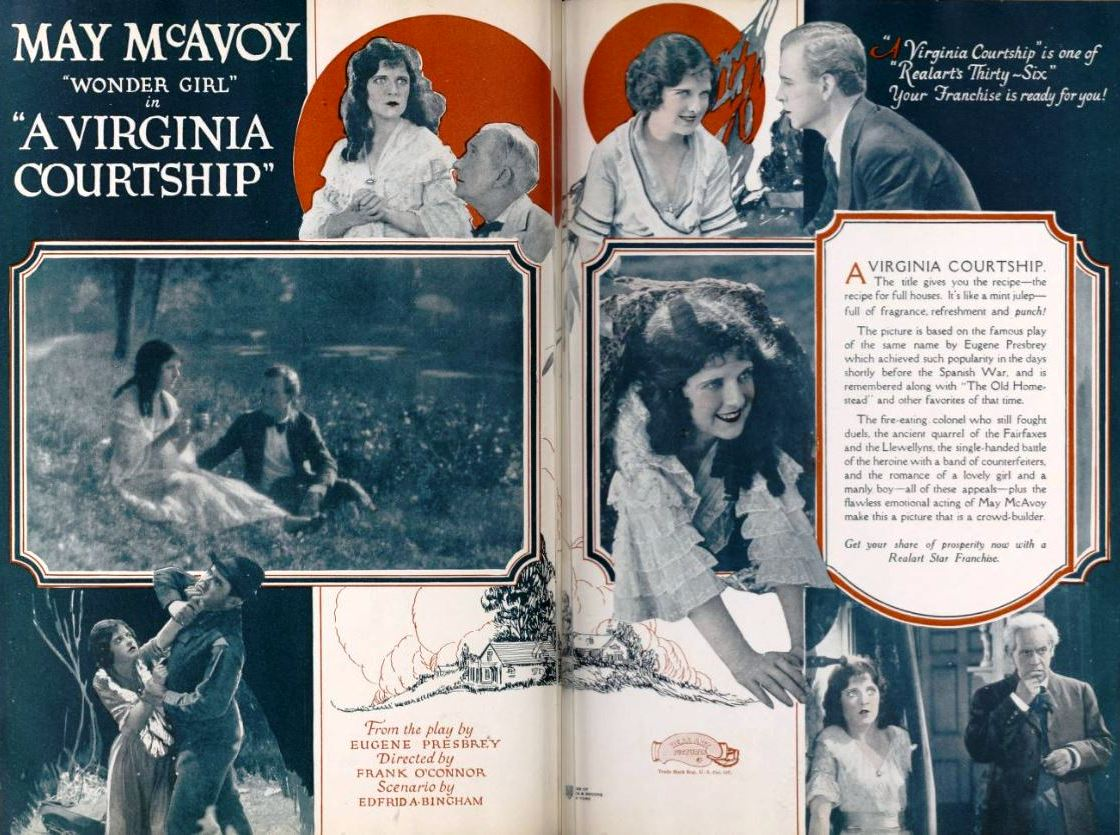
Publicité pour le film Mur mitoyen (A Virginia Courtship), 1921

Mur mitoyen (A Virginia Courtship) est un film muet américain réalisé par Frank O'Connor et sorti en 1921.

## Fiche technique
- Titre : Mur mitoyen
- Titre original : A Virginia Courtship
- Réalisation : Frank O'Connor
- Scénario : Edfrid A. Bingham, d'après la pièce d'Eugene Wiley Presbrey
- Chef-opérateur : Harold Rosson
- Date de sortie :
  - États-Unis : décembre 1921

## Distribution
- May McAvoy : Prudence Fairfax
- Alec B. Francis : Colonel Fairfax
- Jane Keckley : Betty Fairfax
- L. M. Wells : Fenwick
- Casson Ferguson : Tom Fairfax
- Kathlyn Williams : Constance Llewellyn
- Richard Tucker : Dwight Neville
- Guy Oliver : Buck Lawton
- Verne Winter : Zeb
- George Reed
- Blue Washington